# Gran Bruja
La Gran Bruja de Todo el Mundo o simplemente la Gran Bruja, conocida como Eva Ernst y Lilith, es un personaje ficticio y la principal antagonista de la novela de fantasía infantil de Roald Dahl de 1983 Las brujas, así como sus dos adaptaciones cinematográficas en las que ella es interpretada por Anjelica Huston (1990) y Anne Hathaway (2020) respectivamente. En la narrativa, es un título otorgado a la líder todopoderosa de todas las brujas de la Tierra.
La novela la presenta como una bruja particularmente poderosa, malvada y temida que oculta su vejez y su horrible apariencia detrás de un disfraz atractivo para mezclarse con la sociedad, y conspira para acabar con todos los niños en Inglaterra después de convocar a las brujas locales para la tarea. El niño protagonista y su abuela, una cazadora de brujas retirada que una vez buscó por todo el mundo a la Gran Bruja, la encuentran por accidente en un hotel en Inglaterra, poniendo en marcha la trama principal de la novela.

## Historia y caracterización
La Gran Bruja es descrita como el ser más poderoso del mundo y es la única que vincula las sociedades secretas de brujas demoníacas que existen en varios países, ya que no se les permite contactarse entre sí. La sede de la Gran Bruja es un gran castillo en Noruega, donde tiene una máquina mágica para imprimir dinero y vive con un gran séquito de brujas asistentes especiales, que gobiernan tiránicamente a todas las brujas en cualquier lugar y conspiran cada vez más para dañar a los niños en todas partes. La Gran Bruja actual, que no se menciona en el libro pero que aparece bajo el alias de Eva Ernst (Miss Eva/Miss Ernst) en la película, es descrita como "la mujer más malvada y espantosa del mundo".
En la historia de fondo, el niño protagonista (llamado Luke en la película) tiene una abuela (conocida simplemente como Grandmamma en el libro y llamada Helga en la película) que es la némesis de La Gran Bruja. Una vez había sido una de las mejores cazadoras de brujas y ha viajado por todo el mundo tratando de localizar a la legendaria y esquiva a la Gran Bruja, que podría ser la clave para finalmente derrotar a su tipo malvado. La Gran Bruja tiene un fuerte acento extranjero y también se da a entender que era originaria de Alemania. Como se descubrió sobre ella al final del libro, después de ser destruida: "Nadie en el mundo tenía la menor idea de quién era, excepto las otras brujas. Dondequiera que fuera, la gente simplemente la conocía como una buena dama (... ) Incluso en su distrito natal, en el pueblo donde vivía, la gente la conocía como una baronesa amable y muy rica que donaba grandes sumas de dinero a la caridad". La versión original del personaje es relativamente asexual en comparación con la representación altamente sexualizada en la adaptación cinematográfica, ya que ella lo describió solo en términos como ser joven y "muy bonita". En la versión cinematográfica viaja con su gato negro, al que llama Liebchen.
Aparece por primera vez en persona como una mujer misteriosa y aparentemente rica que llega con un grupo de distinguidas damas de la RSPCN (Real Sociedad para la Prevención de la Crueldad hacia los Niños, que recuerda a la Sociedad Nacional para la Prevención de la Crueldad contra los Niños de la vida real) para una convención anual. En su disfraz, ella está vestida completamente de negro y con una "mirada de serpiente" y "ojos de serpiente brillantes". Sin embargo, pronto el chico protagonista descubre que la RSPCN es realmente un aquelarre de brujas inglesas y la presidenta de la sociedad se revela como ella misma, la aterradora Gran Bruja. Al quitarse la cara sintética, revela que en realidad es una bruja extremadamente vieja y horrible. Todas las demás brujas están aterrorizadas por su inmenso poder, crueldad e ilimitada crueldad. No solo depende de pociones y otros hechizos preparados, sino que tiene poderes abiertamente sobrenaturales. En reuniones anteriores, La Gran Bruja tenía la costumbre de asesinar casualmente al menos a una de sus brujas secuaces simplemente para que los demás le teman, y ahora lo hace incinerando a una tímida bruja inglesa por hablar fuera de turno. Ya ha torturado y asesinado a miles de niños en todo el mundo y en el libro también guarda en su habitación a tres de ellos convertidos recientemente en ranas, con la intención de que las gaviotas se los coman vivos. Ahora planea darles a las brujas de Inglaterra su invento más reciente, el "Fórmula 86 Mouse-Maker de Acción Retardada" para distribuir y convertir a todos los niños del país en ratones para que puedan ser exterminados por sus propios padres.
En la versión cinematográfica de la novela, La Gran Bruja es una aristócrata extranjera alta, misteriosa, atractiva, snob, una mujer fatal vestida con glamour y provocativamente con una apariencia muy maquillada, llena de sexualidad dominante y depredadora "vampiresa". En la película, ella atrae la atención de los hombres, incluido el personaje del Señor Jenkins que coquetea sin éxito con ella justo en frente de su esposa (sin saber que acaba de convertir a su hijo en un ratón) y actúa de manera erótica y seductora incluso al interactuar burlonamente con los niños; ella es sexualmente sádica, incluso obtiene tal excitación y placer de lastimar a los niños en particular que en realidad se muestra que tiene una experiencia orgásmica. Las otras brujas la temen y la adoran, a menudo alabando su inteligencia. Altiva, astuta, dramática, impaciente y voluble, no le importa cómo se ejecutan sus órdenes, siempre y cuando sean obedecidas. Tiene una asistente llamada Irvine, que finalmente la abandona después de cansarse de su comportamiento incompetente y finalmente se vuelve buena. Una bruja con la que se muestra realmente amigable es "la Mujer de Negro", que intentó capturar a Luke al principio de la historia y se le da un papel más importante en la película.
En el capítulo del libro El Triunfo, su propia brujería malvada se usa contra ella y sus seguidores durante su banquete público en el salón de baile del hotel, cuando todos se transforman en ratones marrones por una sobredosis masiva de Fórmula 86. Su muerte no se describe en detalle, solo que todas y cada una de las brujas han sido "aplastadas, golpeadas y cortadas en pedacitos" por los empleados del hotel. En la película, comienzan a convertirse en ratones con pelaje blanco y negro, excepto la furiosa Gran Bruja, que es la última en verse afectada ya que se resiste a los efectos debido a su gran poder. Ella reconoce a Helga y lucha por maldecir a su "vieja adversaria" (tal vez se haya encontrado con Helga cuando intentaba localizar a la Gran Bruja), pero luego Bruno (un niño convertido en ratón) encuentra el coraje para saltar sobre su escote y morderla, lo que rompe su concentración y ella también comienza a convertirse dolorosamente, en su caso en una rata grande, desagradable y sin pelo. Se produce un pánico y un caos total, y los miembros del personal del hotel comienzan a tomar violentamente lo que creen que es una infestación repentina, masacrando sin saberlo a los indefensos ratones-brujas mientras corren chillando. "Su Grandiosidad" en su forma de roedor, ahora dejada sin ningún tipo de poder, excepto que todavía puede hablar incluso después de la sobredosis, es descubierta por Luke, quien le dice a su abuela que no "la deje escapar". Rogando frenéticamente "aléjate de mí", Helga la atrapa debajo de una jarra de agua de vidrio, quien le pide al gerente del hotel, el Señor Stringer, que se deshaga de esta "especialmente contagiosa". La Gran Bruja termina ejecutada sin ceremonias cuando es cortada por la mitad con un cuchillo de carnicero en su forma de rata, finalmente terminando el largo conflicto de Helga y con la población de brujas de Inglaterra ahora aniquiladas.
El libro termina con los protagonistas planeando destruir a los criados de La Gran Bruja y conquistar su castillo, y luego usar sus diversos recursos mágicos para cazar sistemáticamente a las brujas desprevenidas de cada país y librar al mundo de ellas para siempre. En el final de la película, la ahora buena señorita Irvine llega para deshacer el hechizo del ratón de Luke y restaurarlo a su forma humana. Luke y Helga planean deshacerse de todas las brujas malvadas con el dinero, la dirección y los recursos que Luke le robó a la Gran Bruja.

## Entre bastidores
Como parte de la publicidad de Matilda the Musical, Lucy Dahl, la hija del autor Roald Dahl, fue entrevistada sobre los libros de su padre. Ella habló de Las Brujas en profundidad, citando a La Gran Bruja que se inspiró en su madrastra. La personalidad de su madrastra no fue el factor, sino su estatus social y su apariencia. Lucy también declaró seriamente que no estaba del todo segura de que las brujas fueran ficción, diciendo: "Está esta señora mayor, una vecina. Si las brujas son reales, ella es una de ellas".
Para la adaptación cinematográfica, Anjelica Huston y la diseñadora de vestuario Marit Allen originalmente trajeron un vestido diferente para el papel de Huston como La Gran Bruja, pero el director Nicolas Roeg lo rechazó por "no ser sexy". Huston recordó: "Esa fue la primera vez que imaginé que esta horrible criatura en una película para niños debería tener un atractivo sexual. Simplemente no se me había ocurrido. Pero, por supuesto, Nic tenía toda la razón. Su visión era diabólica, oscura y brillantemente divertida. Si una bruja iba a estar en el centro de esta trama, tenía que ser sexy para llamar la atención". La monstruosa versión del personaje fue preparada por Jim Henson's Creature Shop: "Las prótesis para la transformación de la señorita Ernst en La Gran Bruja fueron extensas. Las diversas características (lentes de contacto, máscara facial completa, joroba, clavícula marchita y manos) tardaron más de seis horas en aplicarse y casi el mismo tiempo en quitarse al final del día". Ha seguido siendo uno de sus papeles favoritos.
En 2018, se anunció que Anne Hathaway interpretaría a La Gran Bruja en la adaptación cinematográfica de la novela de 2020.

## Recepción
La Gran Bruja ha sido en general muy bien recibida por varias razones, habiendo seguido siendo un personaje muy popular y memorable tanto en la novela original como en la adaptación cinematográfica de 1990 (como una de las mejores brujas cinematográficas o en otros aspectos). La interpretación exagerada y cursi de Anjelica Huston en la película también fue aclamada por los críticos en ese momento, ganando sus premios de la Asociación de Críticos de Cine de Los Ángeles y la National Society of Film Critics, entre otros premios y nominaciones.